# Ferento
Ferento of in de Romeinse tijd Ferentium is vandaag opgeslorpt door de Italiaanse stad Viterbo.

## Geschiedenis
Van oorsprong een Etruskische stad en een municipium tijdens de Romeinse tijd. Het was de geboortestad van keizer Otho en van Flavia Domitilla maior, de eerste echtgenote van keizer Vespasianus. Na de Romeinse tijd werd het een bisdom en eind achtste eeuw werd het een deel van de Kerkelijke Staat. Midden de twaalfde eeuw werd Viterbo een Pauselijke residentie en werd Ferento opgeslorpt.

## Opgravingen
Tijdens de jaren 60 en 70 van de twintigste eeuw werden de opgraving geleid door de Zweedse koning Gustaaf VI. Vandaag staat de site onder bescherming van Università degli Studi della Tuscia of UNITUS.